# Petr Skarlant
Petr Skarlant (22. února 1939 České Budějovice – 13. května 2019) byl český básník, spisovatel, dramatik a překladatel.

## Život
Petr Skarlant se vyučil chemikem (1956). Poté pracoval v několika dělnických profesích. Roku 1959 se přestěhoval do Prahy, kde pracoval jako knihovník a vystudoval knihovnickou školu, poté studoval filosofickou fakultu.
V roce 1968 byl jedním ze zakládající členů KANu. Roku 1969 se stal spisovatelem z povolání, roku 1971 nastoupil na místo redaktora poezie, kde pracoval až do r. 1974. Poté byl opět spisovatelem na „volné noze“ a to až do roku 1988, kdy opět pracoval jako redaktor poezie. Od roku 1990 se živil jako spisovatel. Při vzniku ODS se stal jejím členem, ale později vystoupil.
Byl členem PEN klubu a Obce spisovatelů. Roku 2001 obdržel od EU cenu za literaturu.[zdroj⁠?!]

## Dílo
Ve svém díle se zabýval milostnou tematikou.

### Básnické sbírky
- Vyřezávaný osel – 1969
- Hebká kůže – 1972

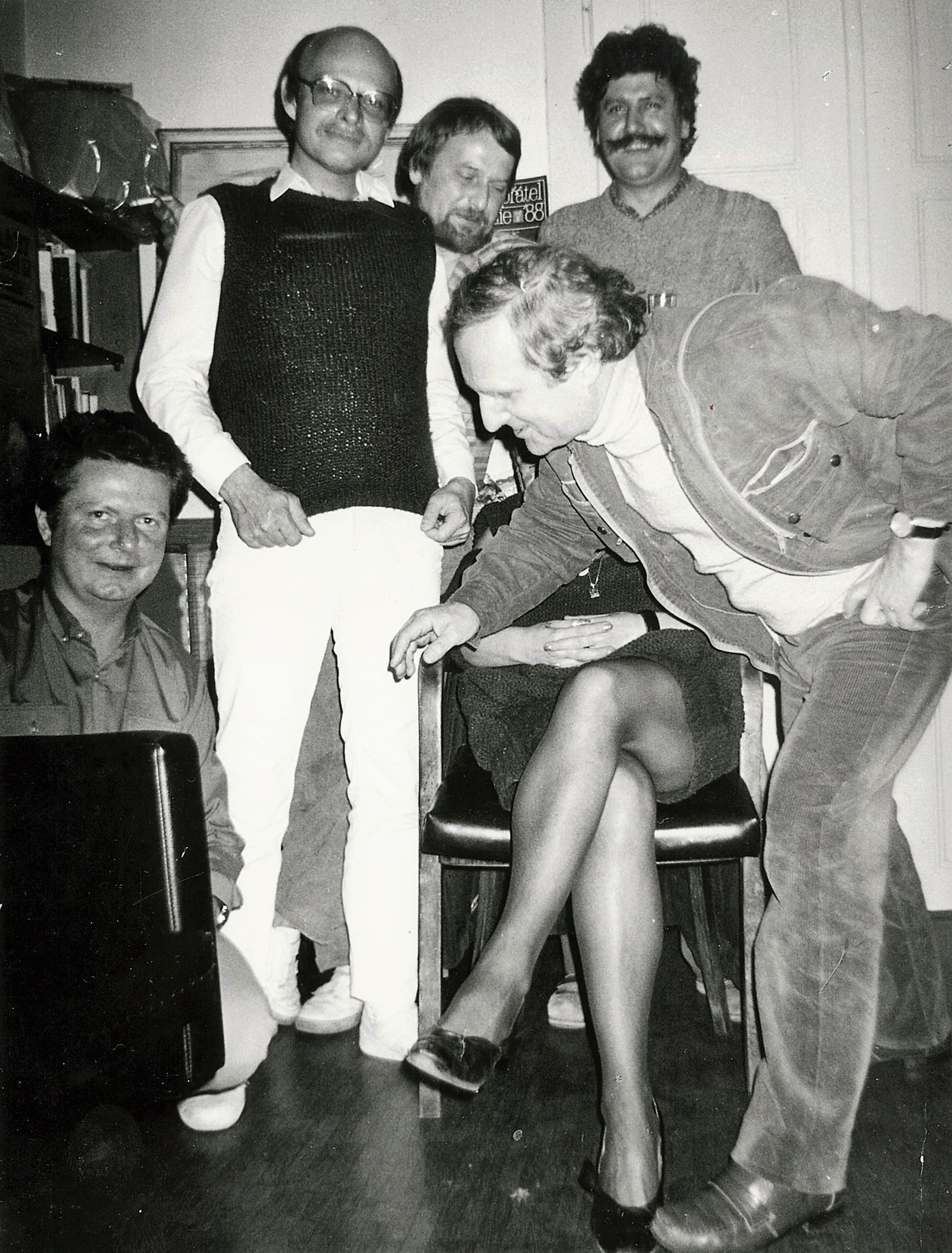
Část literární skupiny Pětatřicátníků – Karel Sýs, Jaromír Pelc, Jiří Žáček, Jaroslav Holoubek a Petr Skarlant, zakrývající nejmenovanou sedící ženu, v redakci poezie Československého spisovatele 1988

- Paříž! Paříž! – 1973, pětidílná poema
- Kdo jde po dně budoucího jezera – 1973
- Ústa spojená pro štěstí – 1977
- Mimoúrovňové křižovatky – 1980
- Průvodkyně cizinců – 1980
- Sto a jeden sonet o lásce – 1986
- Mosty a náměstí – 1988

### Próza
Cyklus Věku slasti: Milostné dějiny české buržoazie, rodinná sága rodiny Skotáků vyprávějící osudy členů této rodiny od 40. let do konce 20. století.
- Věk slasti – 1977
- Věk náruživosti – 1985
- Věk prodejnosti – 1994
- Věk nevinnosti – 1999
- Věk rozkoší – 1999
- Věk rozkoší těch druhých – 2002
- Věk nenávisti – 2002

- Infarkt mého milence – 1982
- Post skriptum aneb spisovatelem snadno a rychle – 1988

### Překlady z francouzštiny
- Guillaume Apollinaire: Hudebník ze Saint-Merry, s dalšími překladateli, Československý spisovatel : Praha, 1981
- Jacques Prévert: Jsem jaký jsem, s dalšími překladateli, Československý spisovatel : Praha, 1983
- Guillaume Apollinaire, Paul Éluard, Jacques Prévert: Velké trojhvězdí, s Kamilem Maříkem, Karlem Sýsem a Jiřím Žáčkem, Mladá fronta, Praha 1987
- Arthur Rimbaud: Sezóna v pekle (Une saison en enfer), Supraphon : Praha, 1991, ISBN 80-7059-033-5
- Jacques Prévert: Slova (Paroles), Akropolis, Praha, 2004, ISBN 80-7304-041-7
- Jean Cocteau: Adresát Jean Marais , X-Egem : Praha, 1994, ISBN 80-85395-58-4 – výbor z korespondence
- Marguerite Duras: Tím končím (C’est tout), Praha : EWA, 1997, ISBN 80-85764-22-9

### Překlad ze slovenštiny
- Marián Hatala: Provazochodec, Praha : Akropolis, 2004, ISBN 80-7304-054-9